# Kryterium Kummera
Kryterium Kummera (albo kryterium Diniego-Kummera) – kryterium zbieżności szeregów liczbowych o wyrazach dodatnich opublikowane w 1835 przez Ernsta Kummera. W 1867 Ulisse Dini opuścił założenie {\displaystyle a_{n}\cdot c_{n}\to 0} (zob. wypowiedź kryterium niżej), którego używał Kummer w swojej pracy. Inny dowód kryterium Kummera podał w 1994 Jingcheng Tong.

## Kryterium
Niech dany będzie szereg
|  |  | {\displaystyle \sum _{k=1}^{\infty }a_{k}} |  | (A) |

o wyrazach dodatnich oraz niech {\displaystyle (c_{n})} będzie takim ciągiem o wyrazach dodatnich, że
|  |  | {\displaystyle \sum _{k=1}^{\infty }{\frac {1}{c_{n}}}=\infty .} |  | (C) |

Niech ponadto
{\displaystyle K_{n}=c_{n}\cdot {\frac {a_{n}}{a_{n+1}}}-c_{n+1}\qquad (n\in \mathbb {N} ).}
- Jeżeli dla dostatecznie dużych {\displaystyle n} oraz pewnego {\displaystyle r>0} spełniona jest nierówność

{\displaystyle K_{n}\geqslant r}
to szereg (A) jest zbieżny.
- Jeżeli zaś dla dostatecznie dużych {\displaystyle n} spełniona jest nierówność

{\displaystyle K_{n}\leqslant 0}
to szereg (A) jest rozbieżny.

### Wersja graniczna kryterium
Kryterium Kummera można spotkać również w nieco słabszej, następującej wersji. Jeżeli ciąg {\displaystyle (K_{n})} jest zbieżny do pewnego {\displaystyle K,} to
- szereg (A) jest zbieżny, gdy {\displaystyle K>0,} oraz
- szereg (A) jest rozbieżny, gdy {\displaystyle K<0}[5].

W przypadku, gdy {\displaystyle K=0} kryterium nie rozstrzyga.

## Wyprowadzanie innych kryteriów z kryterium Kummera

### Kryterium d’Alemberta
Niech {\displaystyle c_{n}=1} dla wszelkich {\displaystyle n.} Wówczas
{\displaystyle K_{n}={\frac {a_{n}}{a_{n+1}}}-1.}
Jeżeli ciąg
{\displaystyle D_{n}={\frac {a_{n+1}}{a_{n}}}}
jest zbieżny do pewnego {\displaystyle K} to również ciąg {\displaystyle (K_{n})} jest zbieżny oraz {\displaystyle K=1/D-1.} Jeżeli {\displaystyle D<1,} to {\displaystyle K>0,} a więc szereg (A) jest zbieżny. Jeżeli {\displaystyle D>1,} to {\displaystyle K<0,} a wówczas szereg (A) jest rozbieżny. Wynika stąd zatem kryterium d’Alemberta.

### Kryterium Raabego
Z rozbieżności szeregu harmonicznego
{\displaystyle \sum _{k=1}^{\infty }{\frac {1}{k}}}
wynika, że ciąg {\displaystyle c_{n}=n} spełnia założenia kryterium Kummera.
Wówczas
{\displaystyle K_{n}=n\cdot {\frac {a_{n}}{a_{n+1}}}-(n+1)=R_{n}-1,}
gdzie {\displaystyle R_{n}} jest takie jak w wypowiedzi kryterium Raabego. Wynika stąd zatem kryterium Raabego.

## Dowód
W przypadku, gdy dla prawie wszystkich {\displaystyle n} spełniona jest nierówność {\displaystyle K_{n}\geqslant r>0,} dla tych samych {\displaystyle n} zachodzi także
{\displaystyle c_{n}a_{n}-c_{n+1}a_{n+1}\geqslant r\cdot a_{n+1}.}
Stąd
{\displaystyle c_{n}a_{n}-c_{n+1}a_{n+1}>0,}
a zatem
{\displaystyle c_{n}a_{n}>c_{n+1}a_{n+1}.}
Ciąg {\displaystyle (c_{n}\cdot a_{n})} maleje monotonicznie, a więc (będąc ograniczonym z dołu) jest zbieżny do pewnej liczby. Oznacza to, że szereg
{\displaystyle \sum _{n=1}^{\infty }(c_{n}a_{n}-c_{n+1}a_{n+1})}
jest zbieżny, bo jego {\displaystyle n}-ta suma częściowa wynosi {\displaystyle c_{1}\cdot a_{1}-c_{n+1}\cdot a_{n+1},} a ciąg ten ma skończoną granicę. Z kryterium porównawczego wynika zbieżność szeregu
{\displaystyle \sum _{n=1}^{\infty }r\cdot a_{n+1},}
a więc i także samego szeregu (A).
W przypadku, gdy {\displaystyle K_{n}<0} dla prawie wszystkich {\displaystyle n,} dla tych {\displaystyle n} zachodzi nierówność
{\displaystyle {\frac {a_{n+1}}{a_{n}}}\geqslant {\frac {\tfrac {1}{c_{n+1}}}{\tfrac {1}{c_{n}}}}.}
Z rozbieżności szeregu (C) wynika wówczas rozbieżność szeregu (A).